# Pilosamon
Pilosamon is een geslacht van kreeftachtigen uit de klasse van de Malacostraca (hogere kreeftachtigen).

## Soorten
- Pilosamon guinotae Yeo & Naiyanetr, 2010
- Pilosamon laosense (Rathbun, 1904)
- Pilosamon palustre (Rathbun, 1904)